# Fernando Lindez
Fernando Lindez (Madrid, Comunidad de Madrid, 16 de marzo de 2000) es un actor y modelo español, conocido por sus papeles en series como Skam España, Escándalo. Relato de una obsesión o Élite.

## Biografía
Fernando empezó a trabajar en el año 2018 tras ser fichado por un cazatalentos mediante Instagram para el casting de Skam España, tras ser seleccionado participó en las cuatro temporadas de la serie.
Ha formado parte de desfiles de moda en pasarelas de Nueva York, París o Londres.
En 2019 protagoniza el videoclip de Nada sale mal de Aitana.
En 2022 se anuncia que será el protagonista de Escándalo. Relato de una obsesión junto a Alexandra Jiménez para Telecinco.
En 2023 participó en el desfile de Versace en Milán. Ese mismo año se anuncia que se incorpora a la séptima temporada de Élite para Netflix.

## Filmografía

### Televisión
| Años      | Título                            | Personaje             | Notas                                           |
| --------- | --------------------------------- | --------------------- | ----------------------------------------------- |
| 2018–2020 | Skam España                       | Alejandro Beltrán     | Elenco recurrente; 30 episodios                 |
| 2023      | Escándalo. Relato de una obsesión | Hugo Ribó Ferrer      | Protagonista; 8 episodios                       |
| 2023–2024 | Élite                             | Joel Castellano Soler | Elenco principal; 16 episodios (temporadas 7–8) |
|           |                                   |                       |                                                 |

### Videoclips
| Años | Título        | Cantante |
| ---- | ------------- | -------- |
| 2019 | Nada sale mal | Aitana   |